# Jaap Nederlof
Jacob Dirk (Jaap) Nederlof (Sliedrecht, 14 juli 1933 - Amersfoort, 14 januari 2019) was een Nederlands politicus van het CDA.
Hij begon zijn loopbaan in 1949 op 16-jarige leeftijd als volontair op de secretarie van de gemeenten Peursum en Schelluinen. Twee jaar later maakte hij de overstap naar de afdeling financiën van de gemeente Dordrecht en daarna was hij werkzaam bij de gemeenten Molenaarsgraaf, Brandwijk en Wijngaarden. Hierna werd hij waarnemend gemeentesecretaris werken bij de gemeente Heinenoord en op midden 1967 begon hij te werken als gemeentesecretaris van Rhoon. In februari 1980 werd Nederlof de burgemeester van Marken en in december 1986 volgde zijn benoeming tot burgemeester van 's-Gravendeel. In januari 1993 ging hij daar vervroegd met pensioen. Nederlof overleed begin 2019 op 85-jarige leeftijd.